# Гомзово
Гомзо́во — деревня в Павловском районе Нижегородской области России. Входит в Павловский  муниципальный округ.

## География
Находится в северо-западной части Приволжской возвышенности, возле места слияния рек Кишмы и Чёрной в 11 км к северо-востоку от города Павлово.
Климат
Климат в деревне, как и во всем районе, умеренно континентальный, с холодной зимой и тёплым летом.

## История
До мая 2020 года деревня входила в состав Абабковского сельсовета. После его упразднения входит в муниципальное образование Павловский муниципальный округ Нижегородской области.

## Население
| 2002 | 2010 |
| ---- | ---- |
| 106  | ↘63  |

## Инфраструктура
Вблизи деревни расположено крупное Гомзовское месторождение гипса и ангидрита. Планируется его разработка французской фирмой Saint-Gobain. На сегодняшний день завод Saint-Gobain осуществляет производство гипсокартона из ввозимого сырья с других месторождений.

## Транспорт
Рядом с деревней проходит автодорога Ворсма — Горбатов. Вблизи деревни находится ж.-д. станция Ворсма на ветке Нижний Новгород — Павлово.